# Anagallis nummularifolia
Anagallis nummularifolia är en viveväxtart som beskrevs av John Gilbert Baker. Anagallis nummularifolia ingår i släktet Anagallis och familjen viveväxter. Utöver nominatformen finns också underarten A. n. humbertii.